# Luigi De Giudici
Luigi De Giudici (Pavia di Udine, 19 december 1887 – Venetië, 16 februari 1955) was een Italiaanse schilder en een van de hoofdfiguren van de anti-academische beweging in Venetië in de jaren 1910.
In het museum Ca' Pesaro in Venetië waren er in de jaren 1912-1920 verschillende tentoonstellingen van zijn werk. Ook in het Italiaanse paviljoen op de Wereldtentoonstelling van 1937 in Parijs werd werk van De Giudici tentoongesteld.

## Biografie
Luigi De Giudici werd geboren in Pavia di Udine. Zijn familie was afkomstig uit het noorden van de regio Friuli. Zijn artistieke opleiding kreeg hij in Venetië, waar hij zeer betrokken was bij de kunstenaars die verbonden waren aan het Ca’Pesaro-museum voor moderne kunst. Zijn inspiratie vond hij in het futurisme, het expressionisme, de School van Pont-Aven en de Sezession-beweging in Wenen en München. In Venetië stond hij in contact met Umberto Boccioni, Gino Rossi, Arturo Martini, Fabio Mauroner, Ugo Pellis en Alessandro Pomi.
In 1919 stopte hij plotseling met de schilderkunst en bemoeide zich totaal niet meer met zijn schilderwerk. Kort daarna trouwde hij en kreeg hij zes kinderen. Hij hield zich voortaan bezig met het beheren van zijn bezittingen en was ondertussen van 1925 tot 1927 burgemeester van Oderzo. In 1931 begon hij uit liefhebberij weer te schilderen, maar stopte daar in 1937 definitief mee.
Na zijn dood in 1955 werd in zijn huis een grote afgesloten kist gevonden, waarin zijn schilderwerk uit zijn jongere jaren bleek te liggen. Zijn zoon Angelo ontdekte toevallig zijn vaders naam op een lijst met kunstenaars die exposeerden in het Ca' Pesaro-museum en pas vanaf 1992 begon men De Giudici als schilder te bestuderen. Hij wordt gezien als een belangrijke schilder uit de anti-academische beweging in Venetië in de jaren 1910.